# Andrzej Ruciński
Andrzej Ruciński (Kłodawa; 15 de Outubro de 1958 — ) é um político da Polónia. Ele foi eleito para a Sejm em 25 de Setembro de 2005 com 2366 votos em 37 no distrito de Konin, candidato pelas listas do partido Samoobrona Rzeczpospolitej Polskiej.